# Angelo Simson
Angelo Simson (Paramaribo, 14 januari 1979) is een Surinaams thaibokser, sportschoolhouder en bestuurder.

## Biografie
Angelo Simson werd in 1979 geboren. Hij is een neef van thaibokser Rayen Simson. Simson had zich verdiept in verschillende krijgsporten en overwon op zijn dertiende zijn vrees voor het thaiboksen, waarover hij had gehoord dat pupillen met bamboestokken werden bewerkt om ze te harden. Hij sloot zich toen aan bij de sportschool Sparimaka.
Hij bleef de sport trouw en richtte in 2000 op 21-jarige leeftijd zijn eigen sportschool op onder de naam Simson's Gym. Hij bouwde de school vanaf de grond op, terwijl er niet meer dan twee paar handschoenen waren en geen kleding of beschermingsmateriaal. Hij was betrokken bij de organisatie van meerdere vechtsportgala's in Suriname en werd rond 2009 voorzitter van de nieuw-opgerichte Surinaamse Thaiboks Bond.
Zelf bleef hij tot begin jaren 2010 op wedstrijdniveau vechten. In 2012 werd Angelo The Chosen One Simson nog winnaar tijdens een internationaal toernooi in Frans-Guyana. Later dat jaar was hij nog in Nederland om zich voor te bereiden op het thaiboksgala Night of Raw Action. Tijdens een gala op Aruba werd hij uitgenodigd om verschillende landen te bezoeken voor seminars en kwamen vechters uit verschillende landen naar zijn sportschool in Suriname voor trainingskampen.
Sinds 2022 is hij een van de landelijke goodwill-sportambassadeurs.